# Xả súng Nakhon Ratchasima 2020
Một vụ xả súng hàng loạt đã xảy ra vào ngày 8 và 9 tháng 2 năm 2020 ở tỉnh Nakhon Ratchasima, Thái Lan. Một người lính của Quân đội Hoàng gia Thái Lan đã bắn chết ít nhất 29 người, trong thành phố  được gọi không chính thức là Korat. Hắn ta đã bắn và giết một đại tá chỉ huy quân đội và hai người khác tại doanh trại Surathamphithak (ค่ายสุรธรรมพิทักษ์), nơi anh ta đã đóng quân trước khi đánh cắp một chiếc Humvee và nổ súng vào dân thường bên trong và xung quanh trung tâm thương mại Terminal 21 Korat (เทอร์มินอล 21 โคราช), giết chết ít nhất 17 người. Anh ta bắn vào một bình gas nấu ăn ở trung tâm thương mại khiến nó phát nổ. Sau đó, anh ta đã bắt giữ một số con tin.

## Vụ xả súng

### Khu quân sự Surathamphithak
Vụ nổ súng bắt đầu vào khoảng 15:30 giờ địa phương ngày 8 tháng 2 năm 2020 tại một ngôi nhà, nơi kẻ tấn công đến để thảo luận về việc tranh chấp tài sản với chỉ huy của mình, Đại tá Anantharot Krasnae. Hắn gặp Đại tá, lấy trộm vũ khí của ông và bắn chết ông ta. Tại đó hắn cũng đã bắn và giết mẹ chồng của chỉ huy. Sau đó, Jakrapanth đến căn cứ quân sự Surathamphitak nơi hắn làm việc và đột kích trại, đánh cắp hai khẩu súng trường tấn công Kiểu 11 (một biến thể của HK33), súng máy M60 và 776 viên đạn, Jakrapanth đã giết một người lính khi hắn đang thực hiện điều này. Sau đó hắn đã đánh cắp một chiếc Humvee và làm tài xế bị thương. Jakrapanth trốn thoát và nổ súng vào hai cảnh sát và hai thường dân, khiến họ bị thương nặng.

### Chùa Wat Pa Sattha Ruam và trung tâm mua sắm Terminal 21 Korat
Sau khi tẩu thoát trên chiếc Humvee, Jakrapanth bắt đầu nổ súng trên đường đi; hắn dừng xe bên ngoài Wat Pa Sattha Ruam, một ngôi chùa Phật giáo và giết chết tám thường dân và một sĩ quan cảnh sát. Sau đó hắn đến trung tâm mua sắm Terminal 21 Korat ở thành phố Nakhon Ratchasima, nơi Jakrapanth rời khỏi xe và bắt đầu bắn bừa bãi vào những người bên ngoài trung tâm thương mại, trước khi kích nổ một bình gas, làm ít nhất 12 thường dân thiệt mạng. 
Jakrapanth đi vào trung tâm thương mại, giết chết hai người và bắt giữ mười sáu con tin trên tầng bốn. Jakrapanth live stream trên Facebook Live trong cuộc nổ súng và chia sẻ ảnh và meme trên tài khoản của mình, mặc dù tài khoản của hắn cuối cùng đã bị khóa bởi Facebook.
Các sĩ quan cảnh sát và binh lính xông vào trung tâm thương mại và yêu cầu Jakrapanth đầu hàng, tuy nhiên hắn đã đáp trả lại bằng cách nổ súng vào họ, giết chết hai cảnh sát, một người lính và làm bị thương ít nhất ba người. Jakrapanth cố thủ bên trong vài giờ, trong thời gian đó mẹ anh được chính quyền đưa đến để cố gắng thuyết phục hắn đầu hàng.
Vào ngày 9 tháng 2, lúc 09:13 giờ địa phương, cảnh sát tuyên bố rằng họ đã tiêu diệt Jakrapanth.

## Thủ phạm
Thượng sĩ hạng nhất Jakrapanth Thomma (จักรพันธ์ ถมมา, RTGS: Chakkraphan Thomma; 4  tháng 4 năm 1988 – 9  tháng 2 năm 2020), 31 tuổi, sinh ra ở tỉnh Chaiyaphum. Trước khi xảy ra vụ việc, hắn đã đóng quân tại căn cứ quân sự Surathamphithak, nơi vụ nổ súng đầu tiên diễn ra. Trước đây hắn đã được đào tạo như một hạ sĩ quan và là một lính thiện xạ.